# Jason Bateman

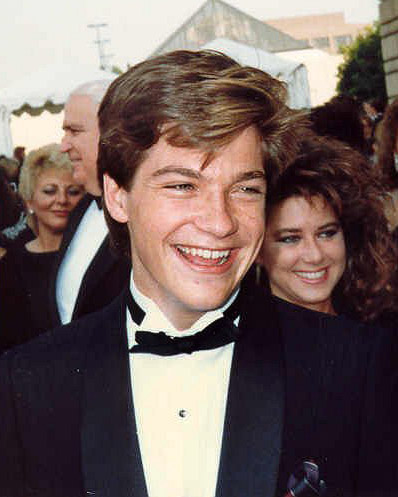
Jason Bateman in 1987

Jason Kent Bateman (Rye (New York), 14 januari 1969) is een Amerikaans acteur. Vooral bekend met zijn rol in Ozark waar hij Marty Byrde speelde. Hij won in 2005 een Golden Globe voor de beste mannelijke hoofdrol in een komedie, voor Arrested Development. Daarvoor kreeg hij ook een Satellite Award en een Golden Satellite Award.
Bateman begon zijn carrière in 1981-82 met een centrale rol als James Ingalls in de televisieserie Little House on the Prairie. Hij werd een tieneridool in het midden van de jaren tachtig in tv-programma's als Silver Spoons, It's Your Move en Valerie (in Amerika bekend als The Hogan Family), maar na dit laatste programma zakte zijn populariteit wat weg. Hij kreeg centrale rollen in de televisieseries Simon, Chicago Sons, George & Leo en Some of My Best Friends, maar geen ervan hield het langer dan één seizoen vol. Hij speelde daarnaast in films als DodgeBall en The Sweetest Thing, waarna hij in 2003 weer voor het voetlicht trad met zijn hoofdrol als Michael Bluth in de FOX-televisiekomedie Arrested Development. Nadat deze serie in 2006 stopte, verscheen hij in enkele goed ontvangen films, zoals Smokin' Aces en Juno. In 2017 leverde zijn filmwerk hem een ster op de Hollywood Walk of Fame op.
Op Netflix vertolkt hij de rol van Marty Byrde in de serie Ozark.
Bateman is de jongere broer van Family Ties-actrice Justine Bateman. In 2001 trouwde hij met actrice Amanda Anka, de dochter van zanger en acteur Paul Anka. Ze hebben twee dochters.

## Film
| Jaar | Titel                                 | Rol                          | Notes            |
| ---- | ------------------------------------- | ---------------------------- | ---------------- |
| 1988 | Moving Target                         | Toby Kellogg                 |                  |
| 1987 | Teen Wolf Too                         | Todd Howard                  |                  |
| 1991 | Necessary Roughness                   | Jarvis Edison                |                  |
| 1992 | Breaking the Rules                    | Phil Stepler                 |                  |
| 1992 | How Can I Tell if I'm Really in Love? | Zichzelf                     |                  |
| 1999 | Love Stinks                           | Jesse Travis                 |                  |
| 2001 | Sol Goode                             | Spider                       |                  |
| 2002 | The Sweetest Thing                    | Roger Donahue                |                  |
| 2004 | Starsky and Hutch                     | Kevin Jutsum                 |                  |
| 2004 | DodgeBall: A True Underdog Story      | Pepper Brooks                |                  |
| 2006 | The Break-Up                          | Mark Riggleman               |                  |
| 2006 | Arthur and the Invisibles             | Darkos                       | Stem             |
| 2007 | The Ex                                | Chip Sanders                 |                  |
| 2007 | Smokin' Aces                          | Rupert "Rip" Reed            |                  |
| 2007 | The Kingdom                           | Adam Leavitt                 |                  |
| 2007 | Juno                                  | Mark Loring                  |                  |
| 2007 | Mr. Magorium's Wonder Emporium        | Henry Weston                 |                  |
| 2008 | The Promotion                         | Retreat leader               |                  |
| 2008 | Forgetting Sarah Marshall             | Animal Instincts detective   |                  |
| 2008 | Hancock                               | Ray Embrey                   |                  |
| 2008 | Tropic Thunder                        | Zichzelf                     | Cameo            |
| 2009 | State of Play                         | Dominic Foy                  |                  |
| 2009 | The Invention of Lying                | Arts                         | Cameo            |
| 2009 | Up in the Air                         | Craig Gregory                |                  |
| 2009 | Extract                               | Joel Reynolds                |                  |
| 2009 | Couples Retreat                       | Jason Smith                  |                  |
| 2010 | The Switch                            | Wally Mars                   |                  |
| 2011 | Paul                                  | Agent Lorenzo Zoil           |                  |
| 2011 | Horrible Bosses                       | Nick Hendricks               |                  |
| 2011 | The Change-Up                         | Dave Lockwood / Mitch Planko |                  |
| 2012 | Hit and Run                           | Officer Keith Yert           |                  |
| 2012 | Mansome                               | Zichzelf                     | Documentaire     |
| 2012 | Disconnect                            | Rich Boyd                    |                  |
| 2013 | Identity Thief                        | Sandy Bigelow Patterson      |                  |
| 2013 | Bad Words                             | Guy Trilby                   | Tevens regisseur |
| 2014 | Pump                                  | Verteller                    |                  |
| 2014 | The Longest Week                      | Conrad Valmont               |                  |
| 2014 | This Is Where I Leave You             | Judd Altman                  |                  |
| 2014 | Horrible Bosses 2                     | Nick Hendricks               |                  |
| 2015 | The Gift                              | Simon Callem                 |                  |
| 2015 | The Family Fang                       | Buster Fang                  | Tevens regisseur |
| 2016 | Zootopia                              | Nick Wilde                   | Stem             |
| 2016 | Central Intelligence                  | Trevor Olson                 |                  |
| 2016 | Office Christmas Party                | Josh Parker                  |                  |
| 2018 | Game Night                            | Max Davis                    | Tevens producent |
| 2023 | Once Upon a Studio                    | Nick Wilde                   | Stem             |
| 2024 | Carry-On                              | Traveler                     |                  |